# Garella nephelota
Garella nephelota är en fjärilsart som beskrevs av George Francis Hampson 1912. Garella nephelota ingår i släktet Garella och familjen trågspinnare. Inga underarter finns listade i Catalogue of Life.